# 長野県立武道館
長野県立武道館（ながのけんりつぶどうかん）は、長野県佐久市にある県立の武道館。

## 概要
2028年開催の国民スポーツ大会（国スポ）に向け長野県は武道振興施設を建設。2020年春に完成。こけら落としはさだまさしコンサートの予定だったが、延期され2021年2月20日に開催された。2021年のインターハイでは少林寺拳法の会場として使用。
大道場は1500席収容で武道行事だけでなくコンサート・プロレスなどに対応。